# الحزورة
الحزورة موقع تاريخي بمكة المكرمة، مر النبي محمد به خلال مسيره إلى المدينة المنورة بعد أن عزم على ترك مكة تجنبا لأذى زعماء قريش، وأثناء خروجه من منزله متوجها إلى بيت صاحبه أبي بكر الصديق للانطلاق، وقف بالحزورة وقال «واَلله إنكِ لخيرُ أرضِ اللهِ، وأحبُّ أرضِ اللهِ إلى اللهِ، ولولا أنَّ أهلكِ أخرجونيْ منكِ ما خرجْت». والحزورة الآن موقع لمنارة الحرم المكي الشريف التي تحمل مسمى «منارة الحزورة».

## منارة الحزورة
هي إحدى منارات المسجد الحرام تقع في الركن الجنوبي الغربي منه، تسمى أيضا منارة باب الوداع، ويعود تاريخ إنشائها إلى عام 164هـ، أعيد بنائها في 772هـ بعد انهيار بنيانها جراء أمطار غزيرة في العام 771هـ.

## سوق الحزورة
سوق الحزورة أو سوق الحناطين هو سوق قديم كان يقع في منطقة الحزورة ما بين باب الوداع وباب سيدنا إبراهيم، وهو موقع توسعة الملك فهد بن عبد العزيز للمسجد الحرام. كان سوق الحزورة متخصص في دكاكين الجزارة وبيع العيش والنواشف والسمك والخضار والفواكه.